# 게으름뱅이 (영화)
게으름뱅이(Lazybones)는 영국에서 제작된 마이클 포웰 감독의 1935년 영화이다. 이안 헌터 등이 주연으로 출연하였고 줄리어스 하겐 등이 제작에 참여하였다.
이 영화는 스튜디오가 밤중에 업무를 할 때 제작되었다.

## 출연

### 주연
- 이안 헌터

### 조연
- 사라 올굿
- 버나드 네델
- 마이클 쉐플리

## 제작진
- 미술: 제임스 A. 카터